# Гомеоскопия
Гомеоскопия (от греч. hόmois — подобный и греч. skopέδ — смотрю) или антропоскопия — прикладной подраздел трасологии, изучающий способы определения, идентификации и исследования следов человека: рук, ногтей, зубов, ног, обуви, одежды и т. п. В целях предотвращения и раскрытия преступлений гомеоскопия систематизирует и разрабатывает методы и средства сбора следов человека, а также — его жизнедеятельности.